# Monestir de Novospasski

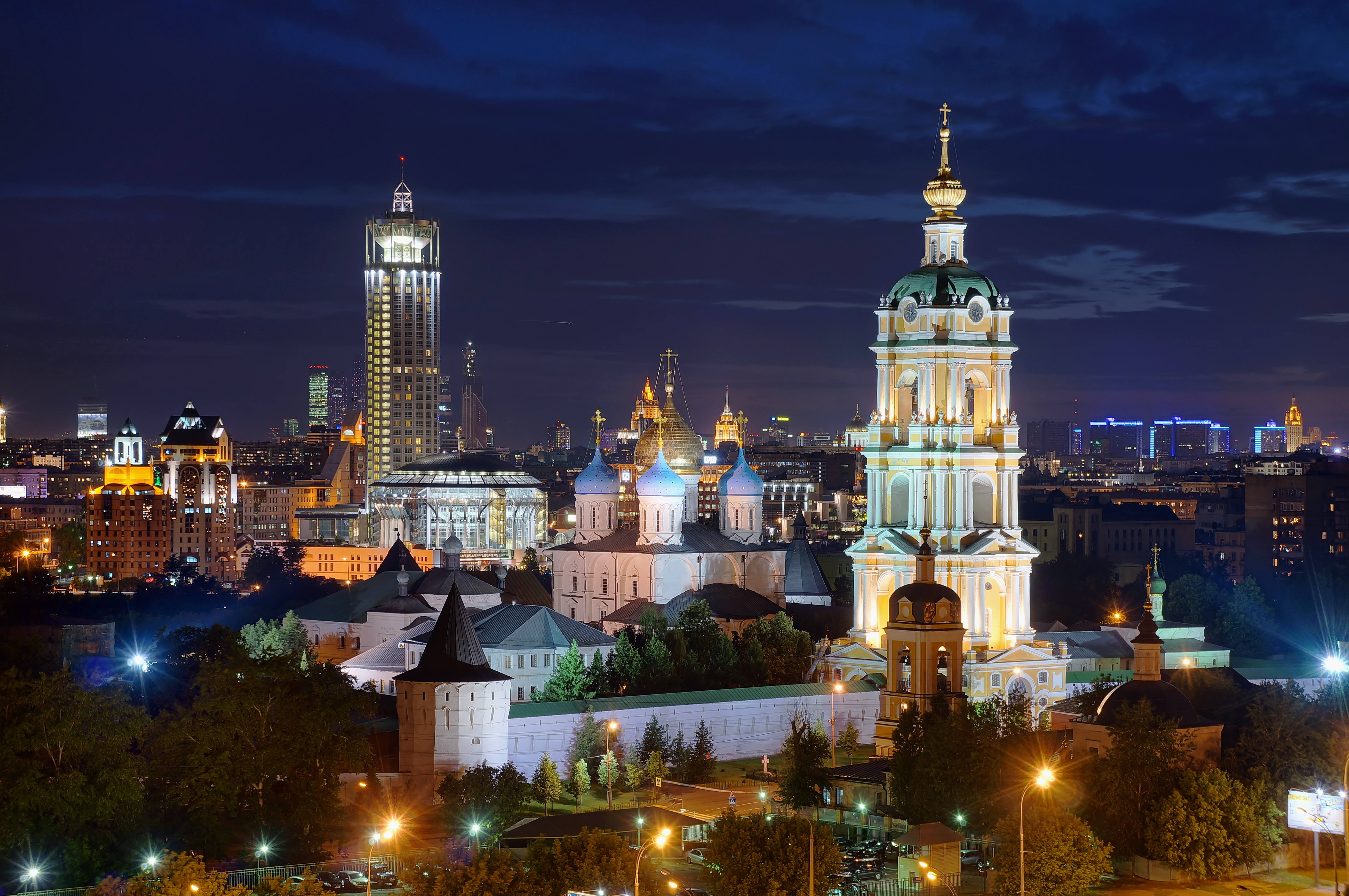
El Nou Monestir del Salvador en 2012.

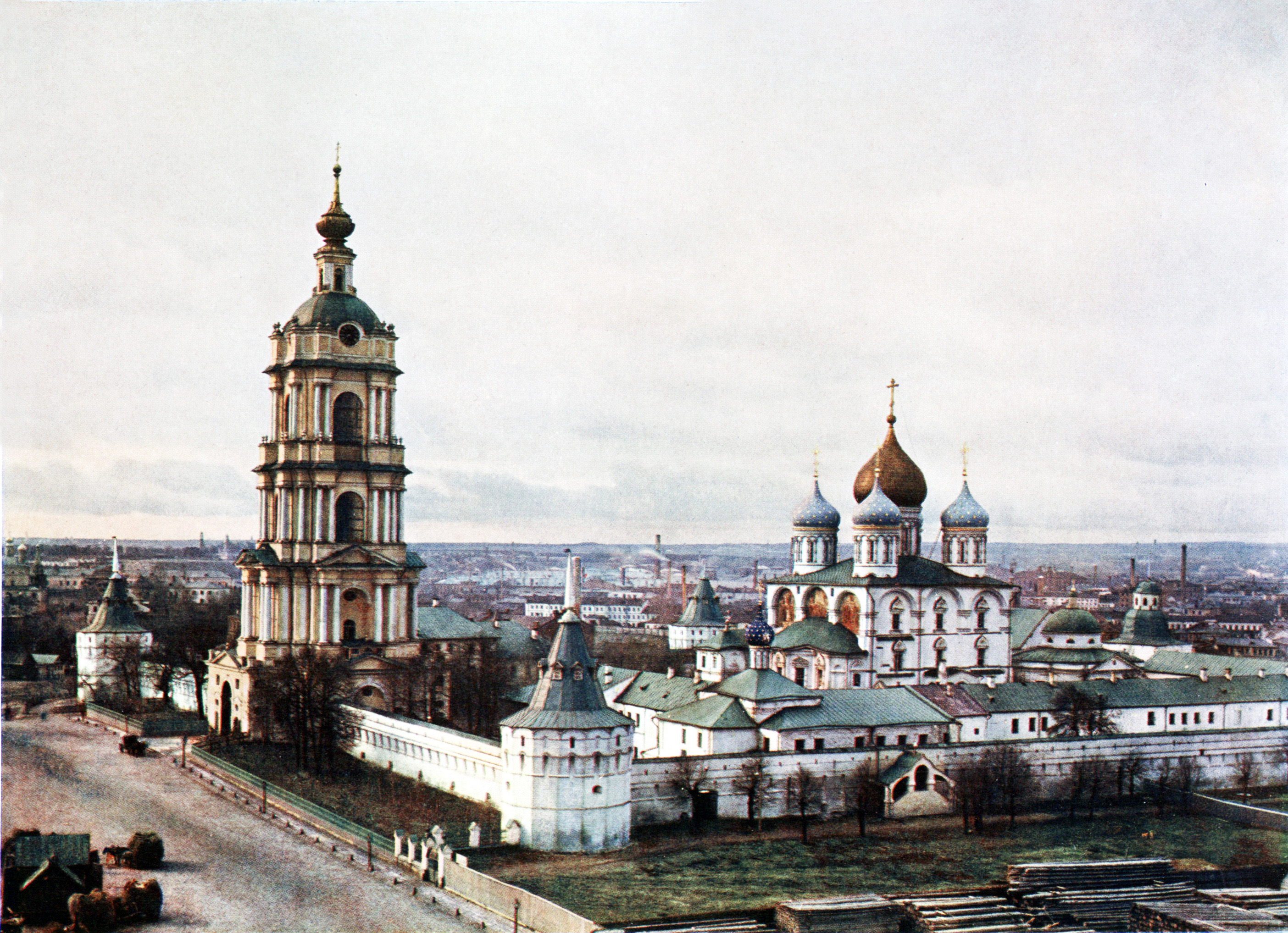
El Nou Monestir del Salvador en 1910.

El Monestir de Novospasski (Nou Monestir del Salvador, en rus Новоспасский монастырь) és un dels monestirs fortificats que envolten Moscou, situat al sud-est.
Va ser el primer monestir que es va fundar a Moscou a principis del segle xiv. El seu katholikon original va ser l'Església del Salvador. Després del seu trasllat a la riba esquerra del riu Moskvà en 1491, va ser rebatejat com el Nou Salvador per a distingir-lo de l'anterior, situat al Kremlin.
El monestir va tenir el patrocini dels descendents d'Andrei Kobila, inclosos els boiars Xeremétev i Romànov, i va servir com el seu panteó. Entre els últims Romànov enterrats al monestir es troben Ksénia Xestova (mare del primer tsar Romànov, Miquel I), la princesa Tarakanova (pretendent al tron que afirmava haver estat l'única filla de l'emperadriu Elisabet) i el gran duc Serguei Aleksàndrovitx de Rússia. En 1571 i 1591 la ciutadella de fusta va resistir repetits atacs dels tàrtars de Crimea.
Després de l'ascensió dels Romànov al tron de Moscòvia, Miquel I de Rússia va reconstruir per complet el seu santuari familiar, en la dècada de 1640. Excepte el gran campanar del segle xviii (un dels més alts de Moscou) i el sepulcre dels Xeremétev a l'Església del Signe, la resta dels edificis daten d'aquest període. Hi formen part:
- Catedral de la Transfiguració (rus: Преображенский собор) (1645-1649), gran katholikon amb cinc cúpules i frescs dels millors pintors moscovites del segle xvii.[3][4]
- Església de la Intercessió[4] (rus: Преображенский собор) o Església del Vel de la Verge[2] (1673-1675) amb un refectori.
- Església del Signe[2] o Església de la Icona Znamenie de la Verge[3] (1791-1795).
- Campanar (1759-1785).[3]
- Infermeria-Església de Sant Nicolau de Mira[2] i allotjaments dels monjos.
- Casa del Patriarca Filaret de Moscou[2]
- Casa de l'Oferiment del Pa.